# Porricondyla recondita
Porricondyla recondita är en tvåvingeart som beskrevs av Plakidas 2005. Porricondyla recondita ingår i släktet Porricondyla och familjen gallmyggor.
Artens utbredningsområde är Pennsylvania. Inga underarter finns listade i Catalogue of Life.